# Чжэньба
Чжэньба́ (кит. упр. 镇巴, пиньинь Zhènbā, буквально: «посёлок в горах Дабашань») — уезд городского округа Ханьчжун провинции Шэньси (КНР).

## История
При империи Тан в 624 году южная часть уезда Сисян была выделена в уезд Янъюань (洋源县, «исток реки Яншуй»), но в 825 году уезд Янъюань был опять присоединён к уезду Сисян.
При империи Цин в 1802 году для лучшего администрирования южной части уезда Сисян там был создан Динъюаньский комиссариат (定远厅), названный так потому, что при империи Восточная Хань Бань Чао после покорения Западного края был удостоен титула Динъюаньского хоу (定远侯, «упорядочитель далёкого») и получил удел в этих местах. После Синьхайской революции в Китае была проведена реформа административного деления уровня ниже провинциального, и Динъюаньский комиссариат стал отдельным уездом Динъюань (定远县). В связи с тем, что власти уезда разместились в посёлке в горах Дабашань, в 1914 году уезд Динъюань был переименован в Чжэньба.
Во время гражданской войны этот регион был занят войсками коммунистов в декабре 1949 года. В 1951 году был создан Специальный район Наньчжэн (南郑专区), и уезд вошёл в его состав. В октябре 1953 года Специальный район Наньчжэн был переименован в Специальный район Ханьчжун (汉中专区). В 1969 году Специальный район Ханьчжун был переименован в Округ Ханьчжун (汉中地区).
В 1996 году постановлением Госсовета КНР были расформированы округ Ханьчжун и город Ханьчжун, и образован городской округ Ханьчжун.

## Административное деление
Уезд делится на 1 уличный комитет и 19 посёлков.